# Liste der Gemeindeverbände im Département Rhône
Das Département Rhône liegt in der Region Auvergne-Rhône-Alpes in Frankreich. Es untergliedert sich in 12 Gemeindeverbände.
Siehe auch: Liste der Gemeinden im Département Rhône

## Gemeindeverbände

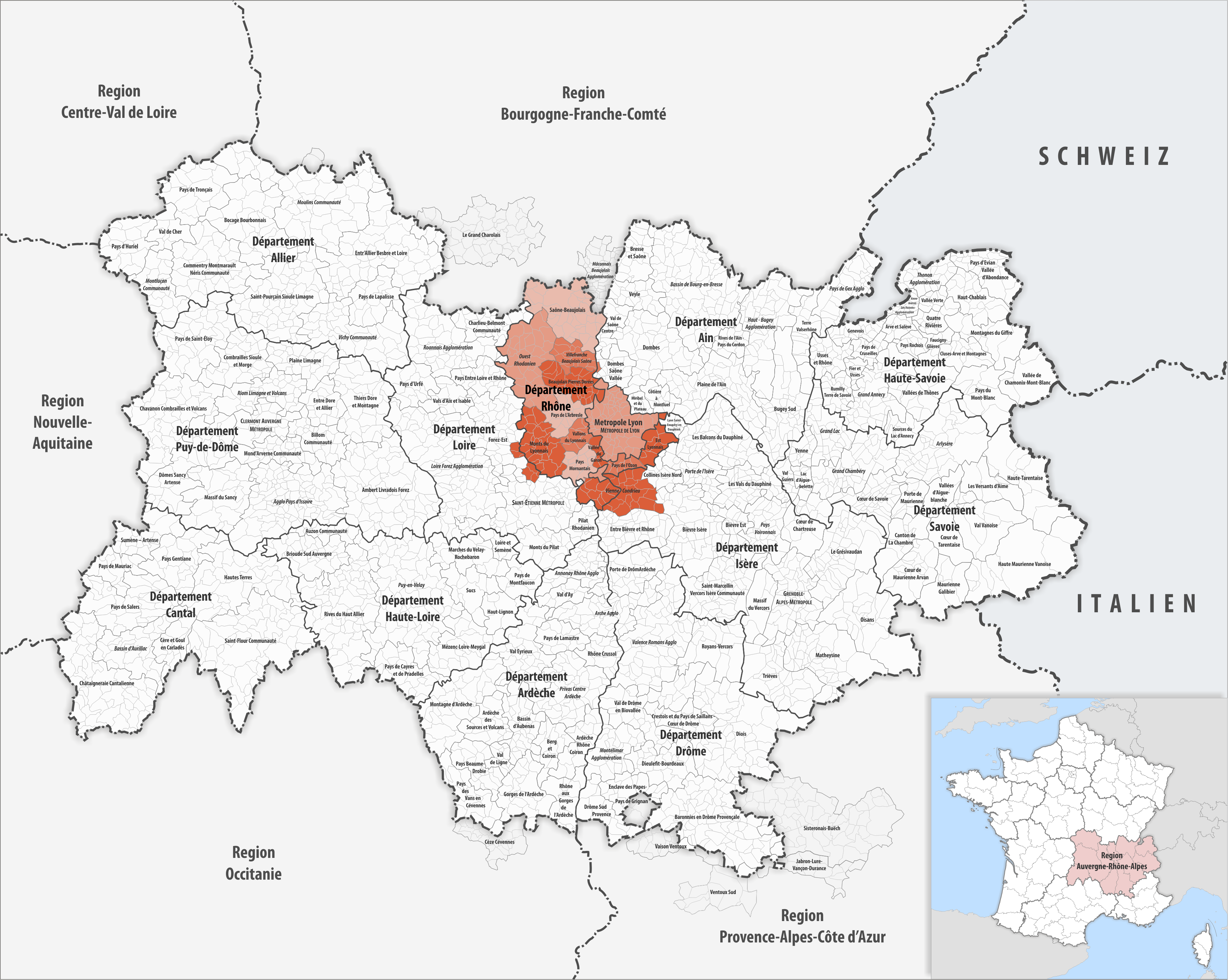
Gemeindeverbände im Département Rhône

| Gemeindeverband               | Gemeinden im Départ./Verband | Einwohner 1. Januar 2022 | Fläche km² | Dichte Einw./km² | SIREN- Nummer | Rechtsform                 | Gründungsdatum    |
| ----------------------------- | ---------------------------- | ------------------------ | ---------- | ---------------- | ------------- | -------------------------- | ----------------- |
| Beaujolais Pierres Dorées     | 32/32                        | 56.155                   | 249,43     | 225              | 200 040 574   | Communauté de communes     | 1. Januar 2014    |
| Est Lyonnais                  | 8/8                          | 42.457                   | 141,18     | 301              | 246 900 575   | Communauté de communes     | 29. Dezember 1993 |
| Métropole de Lyon             | 58/58                        | 1.433.613                | 537,17     | 2.669            | 200 046 977   | Métropole                  | 1. Januar 2015    |
| Monts du Lyonnais             | 25/32                        | 35.237                   | 396,90     | 89               | 200 066 587   | Communauté de communes     | 10. Oktober 2016  |
| Ouest Rhodanien               | 31/31                        | 50.935                   | 588,57     | 87               | 200 040 566   | Communauté d’agglomération | 1. Januar 2014    |
| Pays de L’Arbresle            | 17/17                        | 38.945                   | 183,89     | 212              | 246 900 625   | Communauté de communes     | 30. Dezember 1994 |
| Pays Mornantais               | 11/11                        | 29.758                   | 144,49     | 206              | 246 900 740   | Communauté de communes     | 26. Dezember 1996 |
| Pays de l’Ozon                | 7/7                          | 27.623                   | 77,72      | 355              | 246 900 765   | Communauté de communes     | 26. November 1997 |
| Saône-Beaujolais              | 35/35                        | 45.642                   | 539,81     | 85               | 200 067 817   | Communauté de communes     | 26. November 2016 |
| Vallée du Garon               | 5/5                          | 32.435                   | 49,80      | 651              | 246 900 757   | Communauté de communes     | 23. Dezember 1996 |
| Vallons du Lyonnais           | 8/8                          | 32.088                   | 106,56     | 301              | 246 900 724   | Communauté de communes     | 23. Dezember 1996 |
| Vienne Condrieu               | 12/30                        | 94.864                   | 418,95     | 226              | 200 077 014   | Communauté d’agglomération | 1. Januar 2018    |
| Villefranche Beaujolais Saône | 17/18                        | 73.717                   | 167,66     | 440              | 200 040 590   | Communauté d’agglomération | 1. Januar 2014    |